# قرى اليابان
| تقسيمات اليابان الإدارية |
| مستوى المحافظة |
| --- |
| محافظات (都道府県 تو دو فو كين) |
| مستوى أقسام المحافظة |
| فروع المحافظات (支庁 شي تشو) مقاطعات (郡 غون) |
| مستوى الحكومات المحلية |
| |
| مدن معرفة (政令指定都市 سيه ريه شي تيه تو شي) مدن نواة (中核市 تشوكاكو شي) مدن خاصة (特例市 توكو ريه شي) مدن (市 شي) أحياء خاصة (طوكيو) (特別区 توكو بيتسو كو) بلدات (町 تشو, ماتشي) قرى (村 صون, مورا) |
| مستوى أقسام الحكومات المحلية |
| أحياء (区 كو) |

القرية اليابانية (باليابانية:  村) تلفظ أحيانا مورا وأحياناً صون هي أحد وحدات الحكومة المحلية في اليابان.
جغرافياً، تكون القرية في اليابان واقعة بشكل كامل ضمن محيط المحافظة. وتكون أكبر من مجرد تجمع للسكان وغالباً تكون جزءاً من المقاطعة الريفية والتي تقسم عادة إلى قرى وبلدات.
بنتيجة التعديلات في القوانين اليابانية مؤخراً تقوم العديد من القرى بالاندماج لتشكل قرى أكبر أو بلدات أو مدن.

## محافظات يابانية ليس فيها قرى
- إهيمه وذلك بعد الاندماجات التي كان آخرها في 16 يناير 2005.
- فوكوي
- هيوغو
- هيروشيما
- إيشيكاوا
- ميه
- ناغاساكي
- ساغا
- شيغا
- شيزوكا
- توتشيغي
- ياماغوتشي

## محافظات يابانية فيها قرية واحدة فقط
- كاناغاوا (كيوكاوا، تقع في مقاطعة أيكو)
- كيوتو (مينامي ياماشيرو، تقع في مقاطعة سوراكو)
- مياغي (أوهيرا، تقع في مقاطعة كوروكاوا)
- أويتا (هيمه شيما، تقع في مقاطعة هيغاشيكونيساكي)
- سايتاما (هيغاشي تشيتشيبو، تقع في مقاطعة تشيتشيبو)
- شيمانه (تشيبو، تقع في مقاطعة أوكي)
- توكوشيما (ساناغوتشي، تقع في مقاطعة ميودو)
- توتوري (هيزو، تقع في مقاطعة سايهاكو)
- توياما (فوناباشي، تقع في مقاطعة ناكانيكاوا)
- واكاياما (كيتاياما، تقع في مقاطعة هيغاشي مورو)

## محافظات يابانية فيها قريتين
- توتشيغي (ميهو، توكاي)
- أيتشي (توبيشيما، تويونه)
- غيفو (شيراكاوا، هيغاشي شيراكاوا)
- أوكاياما (نيشي أواكورا، شينجو)